# Hamilton John Potter
John Potter Hamilton nace en Inglaterra en 1777 y muere la villa galesa de Wrexham, en 1873, a la edad de 93 años. Se desempeñó como coronel y diplomático británico, siendo característico su viaje por la recién nacida República de la Gran Colombia. A raíz de su viaje nació su obra "Viajes por el interior de las provincias de Colombia", el cual sería publicado por John Murray en 1827 y traducido al español casi un siglo después.

## Contexto histórico de la Gran Colombia a la llegada de Hamilton
John Hamilton llega a la Gran Colombia a finales de 1823, un par de años después de que ha caído el gobierno independiente en 1816, y se llevó la segunda independencia. Así, por medio de las campañas organizadas por los patriotas, para 1819 ya se había organizado un gobierno en Bogotá, aunque cabe aclarar que ciertas regiones como Cartagena, Cauca o Antioquia estaban aún bajo el dominio español. Además, durante esta época, para el año 1821 se reúne el Congreso de Cúcuta y aprueba la Constitución de ese mismo año, definiendo un orden republicano y representativo bajo un sistema liberal. Sin embargo, la época para la que había llegado Hamilton, Bolívar y Santander estuvieron participando en la guerra contra los españoles, desde 1819 hasta 1826. Es así como, para 1821, Panamá ya se estaba uniendo a la República mientras Bolívar marchaba al sur para empezar su campaña patriota. Por lo que John Hamilton encontró a una Colombia apenas en su consolidación republicana. Todavía se encontraban regiones en guerra y las nuevas características que se empezaban a ver en la sociedad estaban demarcadas por la supresión del catolicismo como religión oficial, además de que para 1824 se estaban dando discusiones en torno al camino que debía tomar la República. Así, para este mismo año la República se inclina por el patronato, y se dan nuevas relaciones en torno a la religión y la Iglesia.
Este contexto deja ver el ambiente que puede haber en la Gran Colombia durante el viaje de John Hamilton. Apenas, para 1823, habían pasado cuatro años desde la independencia, por lo que el paso para acostumbrarse a la independencia de la Corona española aún se estaba viviendo. Es algo que afectó de gran medida dimensiones sociales, culturales y económicas. Esto es lo que le da importancia al diario de Hamilton, en su representación de una nación que se estaba construyendo y por la que aún se estaban presentando guerras entre los realistas y los patriotas.
Así, Hamilton llegó en razón a la búsqueda de países europeos de nuevas relaciones y, en especial, nuevas oportunidades que podían encontrar en la Gran Colombia. El entendimiento de esta debía darse por medio de viajeros que pudieran regresar con la información contenida y procesada para que la lectura de sus escritos pudiera, según cada caso, darle un entendimiento a los habitantes europeos sobre estos nuevos lugares que se estaban independizando de la Corona española. En síntesis, el contexto que trajo a Hamilton fueron la búsqueda de nuevos socios para la Corona británica.

## "Viaje por el interior de las provincias de Colombia"
El viaje que realiza John Hamilton tiene una duración de un año y diez meses a través de la Gran Colombia. Es así como inicia su viaje el 20 de octubre de 1823, saliendo desde Londres para Portsmouth, desde donde, en la fragata Isis, junto al capital Thomas Forrest, se encaminará para Santa Marta. Para el primero de marzo de 1824 se encontraría en Bogotá para, finalmente, regresar a Portsmouth el 27 de junio de 1825. Los principales lugares que describe Hamilton son Santa Marta, Mompox, Honda, Guaduas, Bogotá, Neiva, entre otros.

### Santa Marta
A Santa Marta llega Hamilton el 30 de diciembre de 1823; es el primer destino al que llega en la Gran Colombia y se refiere a ella como sublime y grandiosa. Aquí se hospedan en la casa del señor Faribank, gracias a la amistad que sostenía con el coronel Campbell. Aquí también conoce Hamilton al coronel Saída y su lucha en México y Suramérica. Entre los aspectos que podemos resaltar de Santa Marta dentro del texto de Hamilton es que, debido a la guerra civil, para la época en la que Hamilton estuvo no se encontraban más de tres mil habitantes. A su vez, resalta que Hamilton le dedica una parte considerable de su narración a la historia del general Morillo, además de describir cómo el juego es la ruina, para Hamilton, de Suramérica. En el texto de Hamilton resalta el calor, los mosquitos, las enfermedades, las mujeres y las fiestas religiosas, dentro del intento de describir el ambiente de Santa Marta. Por último, resaltamos el carácter de comercio que le imprime Hamilton a Santa Marta, por su situación geográfica en la costa Atlántica.

### El río Magdalena
Cuando entra al río Magdalena, el 9 de enero de 1824, John Hamilton nos describe un “...río de primera clase, aún en Sudamérica, donde los hay de corrientes peligrosas”. En su descripción sobresalen los caimanes, que aparecen constantemente en el relato. Además, Hamilton agrega que: “Estas fueron las primeras tierras que vimos cultivadas de algodón, maíz, cacao y caña de azúcar.” Continuando con esto, Hamilton también es crítico con respecto a la navegabilidad por el río Magdalena, pues el señor Elbers tenía el derecho exclusivo para la navegación en buques de vapor. Esto no tiene sentido para Hamilton pues la empresa del señor Elbers parece no ser suficiente para cubrir con la demanda y las necesidades que se están presentando en la circulación de mercancías y personas a través del río Magdalena, que es de primera importancia para la economía grancolombiana.

### Mompox
Para el 17 de enero de 1824, John Hamilton llega a Mompox. Aquí se hospeda en la casa del señor Lynch, inglés que había sido oficial en el ejército patriota. Hamilton nos dice que Mompox es un gran emporio comercial que ha sufrido por la última guerra. Hamilton resalta que: “Su situación céntrica y ventajosa a orillas del Magdalena, entre Cartagena, Santa Marta y las provincias de Antioquia, Mariquita y Bogotá, debe en toda época asegurar un mercado considerable de mercancías”, junto con una descripción de los productos que transitan, como el cacao, el azúcar, el café o el oro en polvo. Así mismo, detalla el papel de los bogas, de las maneras de navegar y el problema constante de los mosquitos durante el trayecto.

### Honda
El 20 de febrero John Hamilton llegaba a Honda después de haber comido en la casa del señor M’Namara. Hamilton nos describe una ciudad “...muy notable antes de que su mayor parte hubiera sido destruída por el terremoto que tuvo lugar en 1807.” Así, Hamilton describe el incidente del terremoto y los costos materiales y de vidas que tuvo que pagar la gente de Honda. También describe la geografía y su posición con respecto al río Magdalena. Finalmente, Hamilton agrega, con respecto a la situación del río en Honda, que “...podría hacerse navegable con seguridad con un gasto aproximado de cinco mil dólares y sin embargo nunca se ha hecho”. Aquí es claro el carácter económico que le imprime Hamilton a su visión del entorno.

### Guaduas
A Guaduas, John Hamilton llega el 24 de febrero de 1824. Aquí, Hamilton nota la situación de la región con respecto al coronel Acosta, que aparece como el dueño del lugar. Guaduas aparece como un lugar que conecta el río Magdalena con Bogotá y que se caracteriza por la gran cantidad de caballos y mulas que se crían en el valle de Guaduas. Así mismo, Hamilton nos muestra el cálculo que Alexander von Humboldt había hecho de la altura de Guaduas, situándolo a 5082 pies sobre el nivel del mar.

### Bogotá
Bogotá es el lugar central de la narración de Hamilton sobre su viaje a la Gran Colombia; aquí llega el 1 de marzo de 1824 desde Facatativá. Al comienzo estuvo hospedado en la casa del doctor Maine, pero planeaba utilizar la casa del mariscal de campo Urdaneta para cuando este dejara la ciudad. Hamilton es muy descriptivo con las visitas y las reuniones sociales que realiza en Bogotá, mencionando sus reuniones con el Obispo de Mérida, con el comerciante americano Robinson, con el vicepresidente y con el ministro de Hacienda, entre otros.
Entre las características que nos detalla John Hamilton sobre la capital, podemos resaltar el clima, que a vista de Hamilton era provechoso para la complexión de las mujeres y semejante al clima de Inglaterra a fines de mayo. Por otro lado, habla también de las costumbres y la manera de vestir de la capital. También es crítico con la policía bogotana, pues para él es “...mala en muchos aspectos y requiere mucho un jefe activo a la cabeza”. Tiene descripciones detalladas de la manera en que la ciudad se organizó, de la inseguridad y de la falta de luz, refiriéndose al toma como “Unos cuantos faroles de gas serían de gran progreso para Bogotá”.
Para Hamilton también tiene importancia la composición de la guarnición de Bogotá y la guardia vicepresidencial, las armas y la organización de las tropas militares. También se refiere a la falta de medicamentos y de materiales quirúrgicos en la ciudad. El mercado también pasa por la narración de Hamilton, en donde observa que se pueden gastas unos 10 mil dólares cada viernes y a las personas que componían la masa poblacional. La cultura y las costumbres de las personas, tanto las de alto rango como de bajo rango, en palabras de John Hamilton, también son importantes en su libro.

### Popayán
John Hamilton llegó a Popayán el 8 de octubre de 1824, y al llegar fue bien recibido por el Coronel Ortega, el cual venía acompañado de la guardia de honor y alegre música, al momento de acostarse Hamilton y su grupo son picados por pulgas, luego de ese pequeño percance reciben la visita de funcionarios  públicos, autoridades militares y personas de alta sociedad. En esta visita ellos conocen al Doctor Wallace, quien había ejercido la medicina en Popayán durante 20 años y este les empieza a contar una anécdota que le aconteció 23 años antes, donde viajó desde Guatemala hasta Guayaquil; después de esto, narra su vida durante las batallas independentistas y como estuvo en peligro al ser considerado un traidor por parte de los españoles. Los siguientes días, Hamilton y su grupo se dedicaron a visitar distintos lugares de Popayán incluyendo Puracé, el cual no pudieron escalar por el mal clima, aunque conocieron el pueblo el cual poseía 700 habitantes.
Otra narración de gran interés fue la narrada por el Coronel Mosquera, en la que cuenta cómo se enfrentó a un grupo guerrillero liderado por un indígena llamado Agualongo en la población de Barbacoas, combate en el que terminó herido y con cicatrices permanentes. Algo sorprendente es que Hamilton dice cosa positivas sobre Agualongo, admirando su tenacidad y lealtad a su causa, hasta el punto de decir “También se encuentra hombres grandes entre los aborigenes de America”. El 23 de noviembre de 1824, el grupo de Hamilton salió de Popayán para dirigirse al Valle del Cauca.

### Valle del Cauca
Hamilton y su grupo llegaron al Valle del Cauca el 25 de noviembre de 1824, donde fueron invitados por el señor Arboleda a hospedarse en la Hacienda de Capio hasta el 28 de noviembre; luego de eso pasaron por El Bolo, Llano Grande, la Mansión del Doctor Soto, Buga, El lago de Buga, Tapias, y la hacienda de Las Lajas. No toda su experiencia en el Valle del Cauca fue positiva, siendo que el 9 de diciembre llegaron a una ciudad llamada Cartago en donde le dieron una bienvenida algo seca y tuvieron que hospedarse en una casa con grandes problemas de higiene. Esto fue empeorado por el hecho de que al estar en épocas de fiesta, no había obreros disponibles para escoltarlos, por lo que se tuvieron que esperar hasta el 22 de diciembre para poder proseguir con su camino. Es ambiguo si lo de lo que no habrían obreros disponibles era verdad o solo una mentira para obligarlos a quedarse por más tiempo. También es ambiguo si el lugar era tan terrible como Hamilton lo describía  o exageraba solo por la impresión que le produjo.

### Ibagué
Hamilton y compañía llegaron a Ibagué el 29 de diciembre, después de cruzar el río San Juan. Aprovecharon este lugar para asearse y descansar porque llevaban 7 días de viaje. Después de descansar partieron el 2 de enero de 1,825 rumbo hacia Bogotá, por lo que Ibagué es uno de los lugares en que estuvieron menos tiempo. Algo justificado porque esa parada era solo para descansar y probablemente querían regresar rápido, después de su mala experiencia en Cartago.

## Contenido del texto
Entre las características esenciales que encontramos en el texto de John Hamilton, podemos destacar su visión de la unificación y construcción de una ruta que sea navegable por el Magdalena, donde el monopolio del transporte es el predominante, visto en el caso del señor Elbers, y debe dejar de existir. Por otro lado, su visión de la sociedad colombiana frente a la esclavitud es particular en muchos sentidos. Hamilton escribe, cuando está en Bogotá, que “...los criollos o descendientes de los españoles trataban a los esclavos de sus hogares con mucha bondad e indulgencia”. Aquí podemos detallar que no replicaba la leyenda negra que se difundió entre los ingleses principalmente. Más adelante, realiza comparaciones entre actores de la sociedad bogotana frente a la sociedad europea, argumentando que “con respecto a la moral de las señoras de Bogotá, creo que ellas pueden ostentar tanta virtud como las damas europeas.”
Así mismo, es particular la gran cantidad de soldados británicos que estuvieron participando en la guerra de independencia con los que se cruza John Hamilton, además de los conflictos que han tenido con sus pagos o pensiones que los ha obligado a estar en el país más de lo planeado. Y dentro de esta mirada a la constitución militar del país, vemos también que Hamilton le imprimió importancia al ejército dentro de su narración, pues aparece constantemente. Por el lado de la policía de Bogotá, asume una posición crítica y plantea maneras de mejorarla. Siguiendo con esto, Hamilton también muestra una posición muy crítica con respecto al vicio del juego. Para Hamilton esto es culpa en gran parte por la Corona española, diciendo que “la pasión del juego fue estimulada por el virrey y capitán general de la provincia de Venezuela.” Frecuentemente, cuando se está refiriendo a oficiales o altos mandos militares, los caracteriza por su adicción al juego, además de ver en gran parte de la población una afición a este.
Ahora con respecto a la imagen que presenta Hamilton de la situación de la población afrodescendiente, podemos ver que estos están consiguiendo la libertad sirviendo a la causa de la independencia. Es particular ver esto cuando Hamilton se está refiriendo a la situación de Bolívar al momento que el ha llegado, pues explica que se ha empobrecido, y que su situación anterior era muy próspera. Así, Hamilton dice que “él tenía entonces las mejores propiedades en las cercanías de Caracas, cultivadas por esclavos, [...]. Él le dio la libertad a casi todos sus esclavos mediante una condición única, la de no servir contra la causa de la independencia.”
Por otro lado, Hamilton resalta los esfuerzos en materia educativa que han desarrollado el vicepresidente Santander junto con el ministro del Interior, Manuel Restrepo, con respecto a “...la educación de todas las clases del pueblo en esta extensa república” que para Hamilton son “...dignos de alabanza”. Es así como, en distintas partes se refiere a la educación en la Gran Colombia. Podemos ver el caso de la noche en Guaduas que pasa Hamilton en un antiguo convento de la orden de San Francisco, el cual ha sido confiscado por el gobierno colombiano y utilizado como escuela pública. Con esto, Hamilton resalta la situación que está generando el nuevo gobierno en la Gran Colombia, también se refiere a la educación para las mujeres en Bogotá con la fundación de escuelas en conventos de monjas. Con respecto a la educación de las mujeres, Hamilton critica que sea impartido por religiosas “...pues las monjas de Sur América son por lo general muy ignorantes, exceptuando las artes de bordados para los santos e iglesias, la elaboración de flores artificiales y la confección de dulces.”
Siguiendo con esto Hamilton también le da importancia al aspecto religioso de la sociedad. En diferentes partes se ven las referencias a las prácticas religiosas o creencias de las comunidades en las que va pasando. Entre las descripciones de Hamilton, encontramos una decepción frente a la situación de los jóvenes liberales, diciendo que “muchos jóvenes de buenas familias y educación liberal, pasaban de un extremo a otro, con poca o ninguna religión; su imaginación estaba envenedada por la lectura de las obras de Voltaire, Jean Jacques Rousseau y otros libre-pensadores, debido a que ponían en ridículo todo cuanto era de estima de los españoles.” También son frecuentes las maneras de celebración de fiestas religiosas en los pueblos y las comunidades, además como de los ritos particulares que ve en cada lugar.
Otra de las cosas a las cuales Hamilton hace referencia igualmente es a las maneras de navegar y transportarse en la Gran Colombia, dando descripciones detalladas de la manera en realiza su viaje. Destacan en su narración los bongos, que son las canoas grandes construidas con forma cóncava, donde podía navegar un poloto, un cocinero y cinco hombres. Por otra parte, habla del aprovechamiento que se le pueden dar a los recursos naturales, como los árboles frutales o el bambú. Algo que es característico es las referencias a las obras y mediciones realizadas por Alexander von Humboldt, que Hamilton demuestra conocer a perfección, y por las cuales se guía a través del país.

## Motivaciones del viajero y del viaje
John Hamilton es enviado por la Corona británica como parte de una comisión diplomática con la intención de entablar relaciones con Colombia, bajo una racionalidad económica que buscaba entablar tratados de comercio. Esto emerge en el texto de Hamilton en la manera que busca describir siempre los productos aprovechables, las rutas comerciales y los centros donde se mueven las mercancías en el país, además de los actores principales que se establecen en torno a estos. Sin embargo, en una lectura de su texto es claro como pueden emerger motivaciones más personales, en el sentido de que no sólo se encarga de relatar lo antes descrito, sino de mostrar un amplio panorama del contexto en el cual se está desenvolviendo su viaje.

## Reflexiones de la Historia
En líneas generales, los argumentos que presenta Mary Louise Pratt para la interpretación de la literatura de viajes, puede ser una brújula para la construcción de un coronel Hamilton que hace parte de esas maneras que busca el centor imperial de presentarse y representar a sus "otros". A su vez, la manera en que busca ser leído Hamilton, deja ver su matiz debido a su invitación a la emigración europea para la colonización de las tierras fértiles. Además, la influencia de Alexander von Humboldt para John Hamilton, reafirma los argumentos de Pratt del papel del primero en el proceso de reinvención ideológica de Suramérica, a la cual se inscribe Hamilton.
Junto con esto, el conocimiento geográfico que aparece en el texto de Hamilton deja ver las influencias que ejercían el desarrollo de las empresas y de la actuación del centro imperial. Todas las descripciones geográficas que desarrolla Hamilton tienen un tinte de posibilidades económicas y de utilidad. También, se podría deducir con esto que Hamilton fue parte de la vanguardia del capitalismo, en palabras de Pratt. Con esto podemos entender más la razón por la cual Hamilton tiene que realizar su viaje y publicar el libro tan prontamente regresa a Europa.
Por otra parte, el papel de John Murray como editor del libro en Europa es explicado porinvestigadores como I. Keighren y C. Withers como una clave en el entendimiento de las circunstancias económicas y estrategias comerciales que llevaban estos libros al público. Para finalizar, podemos resaltar esa complicidad y condescendencia que se enmarca en el texto de Hamilton al momento de referirse a los pobladores de la Gran Colombia, de alguna manera imprimiendo un aire de buen porvenir en la República, mostrando grandes oportunidades para los europeos.